# La paz de tus ojos (canción)
La paz de tus ojos, es la canción Nº12 del tercer álbum titulado "Lo que te conté mientras te hacías la dormida" del grupo español La Oreja de Van Gogh, siendo una de las canciones que por algún motivo no verían la luz como sencillo. Esta canción fue compuesta por Amaia Montero y Xabi San Martín, y escrita por Pablo Benegas.

## Versiones
Se han hecho públicas dos versiones de la canción, la primera, la publicada en "Lo que te conté mientras te hacías la dormida", con arreglos pausados y lentos. La segunda se publicó en el álbum "Más guapa" en 2006, y es una versión mucho más pop y más rítmica, con un curioso final con canto árabe. Esta segunda versión es la maqueta. Según el booklet de Más Guapa, le dieron muchas vueltas a la maqueta y no acabó de convencerles, por lo que la cambiaron a la versión que todos conocemos. El canto árabe que suena al final de la maqueta fue encontrado en una biblioteca de sonidos y al principio fue añadido como una broma, hasta que formó parte del arreglo final y aún a día de hoy los integrantes del grupo no saben su significado.

## Historia
La canción puede considerarse como una carta, un poema al amor de su vida, que le ha enseñado todo lo que sabe, que quiere estar con el toda su vida y nunca separarse de él, por nada en este mundo, que quiere escuchar su voz, quiere que todo vuelva a ser como antes.
Hace referencia a que lo ama y no puede estar sin él en donde dice "que necesito la paz que se esconde en tus ojos, que se anuncia en tu boca, que te da la razón". En otra parte de la canción le dice que quiere que la haga revivir la esperanza que un día ella le hizo revivir a él.
Otra de sus interpretaciones es cómo la letra refleja la frustración y tristeza de no estar con alguien que se ama y de cómo esos sentimientos de dolor de una ruptura vuelven a ella tal, como al inicio de la canción dice "No he podido esta vez, vuelvo a no ser, vuelvo a caer". Es una oda al dolor de alejarse de un amor y la necesidad de llenar la soledad.